# AMC-10
AMC-10 (ehemals GE-10) war ein kommerzieller Kommunikationssatellit des niederländischen Satellitenbetreibers SES World Skies.

## Geschichte
Der Start erfolgte am 5. Februar 2004 auf einer Atlas-2-Trägerrakete von der Cape Canaveral Air Force Station in einen geostationären Transferorbit. AMC-10 wurde im April 2004 bei seiner geostationären Position auf 135° West in Betrieb genommen und löste dort seinen Vorgänger Satcom C4 ab.
Von dort konnte er in ganz Nordamerika empfangen werden. Inzwischen ist er außer Betrieb.

## Technische Daten
Lockheed Martin baute AMC-10 auf Basis ihres Satellitenbusses der A2100-Serie. Der Satellit war mit 24 C-Band-Transpondern ausgerüstet. Er war dreiachsenstabilisiert und wog beim Start ca. 2,3 Tonnen. Außerdem wurde er durch zwei große Solarmodule und Batterien mit Strom versorgt und besaß eine geplante Lebensdauer von 15 Jahren, welche er auch erreichte.